# Murena (lớp tàu đổ bộ đệm khí)
Các tàu thuộc lớp Murena là loại tàu đổ bộ thuộc đề án 12061 của hải quân Nga, cũng còn gọi là tàu đổ bộ đệm khí.

## Trang bị vũ khí
Hệ thống phòng vệ của Murena gồm 2 pháo AK-306 và tên lửa phòng không Igla

## Khả năng tác chiến
Sức mạnh của Munera trong tác chiến thủy lục phối hợp nằm ở khả năng mang theo 2 xe bọc thép chở quân hoặc 2 xe chiến đấu bộ binh hoặc 2 xe tăng lội nước hoặc 130 lính đổ bộ. Murena có khả năng vượt dốc nghiêng 6 độ và tường cao 0,8m.

## Thủy thủ đoàn
Một hành trình trên biển thực hiện nhiệm vụ kèm theo vận chuyển quân và trang bị điển hình có thể bao gồm 130 quân

## Thông số kỹ thuật
- Chiều dài: 31,3m
- Chiều rộng: 14,8m
- Trọng tải tối đa: 130 tấn
- Tốc độ: 50 hải lý /giờ
- Phạm vi hoạt động: 360 km với tốc độ 50 hải lý/giờ
- Chuyên chở phương tiện: 2 xe bọc thép chở quân hoặc 2 xe chiến đấu bộ binh hoặc 2 xe tăng lội nước
- Chở quân: 130
- Hỏa lực: 2 tổ hợp pháo phòng không hải quân AK-306, tên lửa phòng không Igla.

## Phục vụ

### Hiện dịch
- Hải quân Hàn Quốc: Năm 2003, Hải quân Hàn Quốc đã đặt hàng 3 tàu từ Nga. Theo một nguồn tin từ phái đoàn Nga tham dự triển lãm INDO Defense 2014, Hải quân Hàn Quốc quan tâm đến việc mua thêm một số tàu Murena-E được nâng cấp và sửa chữa bộ 3 tàu hiện tại.[1]

### Nghỉ hưu
- Hải quân Nga: từng có 3 tàu phục vụ trước năm 1995 trong Đội tàu sông Amur/Ussuri, được chế tạo vào các năm 1982, 1987 và đầu những năm 1990.[2]